# Vodafone 902T
Vodafone 902T（ボーダフォン 902T）は、東芝が開発した、ボーダフォン日本法人（現ソフトバンクモバイル）のVodafone 3G（現SoftBank 3G）（W-CDMA方式）及びGSM方式の携帯電話である。
2005年3月10日にボーダフォンよりプレスリリース、2005年6月11日より発売開始した。

## 対応サービス
| 主な対応サービス   | 主な対応サービス | 主な対応サービス | 主な対応サービス |
| ------------------ | ---------------- | ---------------- | ---------------- |
| サークルトーク     | ホットステータス | Yahoo!mocoa      | S!ループ         |
| S!タウン           | ライブモニター   | S!CAST           | S!FeliCa         |
| S!ケータイ動画     | PCサイトブラウザ | 電子コミック     | S!アプリ         |
| 着うたフル／着うた | アレンジメール   | S!アドレスブック | 3Gお天気アイコン |
| レコメール         | TVコール         | 国際ローミング   | S!GPSナビ        |

## 特徴
この端末はVodafone 3G（現:Softbank 3G）x02シリーズとして登場した端末であるが、同シリーズの他端末とは異なり、遅れて2005年春にリリースされた端末となっている。そのため、この端末が発売される前のx02シリーズの端末での不評点の改善（例：画面下部のメニューバーの色を日本国内向け端末は赤→青に変更）が一部に行なわれている。
また、画面のポジションを自由に変更できるアクティブターンスタイルを採用している。ちなみに同じく画面を回転出来るx02シリーズの他端末（Sharp製品）とは異なり、メイン液晶を外側に出すと、画面表示の上下が反転する仕様となっている。
保証書によると、補修用性能部品の最低保有期間は、生産打ち切り後3年である。2008年11月に、有料無償を問わず修理の受付は終了した。